# Episodi di 30 Rock (sesta stagione)
La sesta stagione della serie televisiva 30 Rock è stata trasmessa negli Stati Uniti sul canale NBC dal 12 gennaio al 17 maggio 2012. Inizialmente previsto per l'autunno 2011, l'esordio della sesta stagione venne spostato all'inizio del 2012 in seguito alla gravidanza di Tina Fey, annunciata nel corso della primavera precedente.
In Italia è stata trasmessa in prima visione assoluta dal 13 gennaio 2013 al 24 marzo 2013 su Rai 4. Gli episodi 6-7 sono stati trasmessi come un unico episodio di durata doppia.
| nº | Titolo originale                                      | Titolo italiano                                  | Prima TV USA     | Prima TV Italia  |
| -- | ----------------------------------------------------- | ------------------------------------------------ | ---------------- | ---------------- |
| 1  | Dance Like Nobody's Watching                          | Balla come se nessuno ti guardasse               | 12 gennaio 2012  | 13 gennaio 2013  |
| 2  | Idiots Are People Two!                                | Anche gli idioti sono persone - Parte 1          | 19 gennaio 2012  | 13 gennaio 2013  |
| 3  | Idiots Are People Three!                              | Anche gli idioti sono persone - Parte 2          | 26 gennaio 2012  | 20 gennaio 2013  |
| 4  | The Ballad of Kenneth Parcell                         | La ballata di Kenneth Parcell                    | 26 gennaio 2012  | 20 gennaio 2013  |
| 5  | Today You Are a Man                                   | Oggi sei un uomo                                 | 2 febbraio 2012  | 27 gennaio 2013  |
| 6  | Hey, Baby, What's Wrong - part 1                      | Ehi, Baby, qualcosa non va?                      | 9 febbraio 2012  | 27 gennaio 2013  |
| 7  | Hey, Baby, What's Wrong - part 2                      | Ehi, Baby, qualcosa non va?                      | 9 febbraio 2012  | 27 gennaio 2013  |
| 8  | The Tuxedo Begins                                     | Un nuovo inizio in smoking                       | 16 febbraio 2012 | 3 febbraio 2013  |
| 9  | Leap Day                                              | Bill Bisesto                                     | 23 febbraio 2012 | 3 febbraio 2013  |
| 10 | Alexis Goodlooking and the Case of the Missing Whisky | Alexis Belladonna e il caso del Whisky scomparso | 1º marzo 2012    | 10 febbraio 2013 |
| 11 | Standards and Practices                               | L'arte della censura                             | 8 marzo 2012     | 10 febbraio 2013 |
| 12 | St. Patrick's Day                                     | La Festa di San Patrizio                         | 15 marzo 2012    | 17 febbraio 2013 |
| 13 | Grandmentor                                           | Nonno-Mentore                                    | 22 marzo 2012    | 17 febbraio 2013 |
| 14 | Kidnapped by Danger                                   | Rapita dal pericolo                              | 22 marzo 2012    | 24 febbraio 2013 |
| 15 | The Shower Principle                                  | Il principio della doccia                        | 29 marzo 2012    | 24 febbraio 2013 |
| 16 | Nothing Left to Lose                                  | Niente da perdere                                | 5 aprile 2012    | 3 marzo 2013     |
| 17 | Meet the Woggels!                                     | Ti presento i Woggels                            | 12 aprile 2012   | 3 marzo 2013     |
| 18 | Murphy Brown Lied to Us                               | Murphy Brown ci ha mentito                       | 19 aprile 2012   | 10 marzo 2013    |
| 19 | Live From Studio 6H                                   | Dal vivo dallo Studio 6H (Versione Est e Ovest)  | 26 aprile 2012   | 10 marzo 2013    |
| 20 | Queen of Jordan 2: Mystery of the Phantom Pooper      | Queen of Jordan 2                                | 3 maggio 2012    | 17 marzo 2013    |
| 21 | The Return of Avery Jessup                            | Il ritorno di Avery Jessup                       | 10 maggio 2012   | 17 marzo 2013    |
| 22 | What Will Happen to the Gang Next Year?               | Cosa succederà l'anno prossimo ai nostri eroi?   | 17 maggio 2012   | 24 marzo 2013    |